# Список террористических операций ДжСАГ
В период с 1975 по 1983 годы Бойцы за справедливость в отношении геноцида армян совершили десятки нападений на турецких дипломатов в странах Европы и Северной Америки, как на официальных представителей Турции, не признающей геноцид армян.
| Дата            | Регион                | Операция | Другие группировки причастные к убийству   |
| --------------- | --------------------- | --- | ------------------------------------------ |
| 14 октября 1975 | Франция, Париж        | Убийство турецкого посла Исмаила Эреза в его собственной машине, а также его шофера Талипа Енера, когда те стояли в пробке. |                                            |
| 22 октября 1975 | Австрия, Вена         | Убийство турецкого посла Даниша Туналыгила в собственном кабинете, а также его шофера, тремя ворвавшимися в турецкое посольство боевиками. Мстители, которым удалось скрыться, были вооружены автоматическим оружием, выпущенным в Израиле, Великобритании и Венгрии. | АСАЛА                                      |
| 24 октября 1975 | Франция, Париж        | Убийство турецкого посла. | АСАЛА                                      |
| 28 мая 1976     | Швейцария, Цюрих      | Взрыв швейцарского филиала Турецкого банка «Гранти» и здания, где располагался турецкий атташе по вопросам труда. Третья бомба, заложенная в учреждение турецкого бюро по туризму, была обезврежена до взрыва. |                                            |
| 9 июня 1977     | Ватикан               | Нападение в Риме на турецкого посла в Ватикане Таху Джарыма (Taha Carım), который скончался позже от полученных ран. |                                            |
| 2 июня 1978     | Испания, Мадрид       | Нападение на машину турецкого посла Зеки Кунеральпа. В ходе нападения были убиты жена посла Неджла Кунеральп и посол в отставке Бешир Балджыоглу. Шофер Антонио Торрес, испанец по национальности, получил ранения и скончался во время операций в больнице. | АСАЛА                                      |
| январь 1979     | Испания, Мадрид       | Взрыв в зданиях British Airways и TWA. |                                            |
| 8 июля 1979     | Франция, Париж        | Были произведены 4 взрыва турецких учреждений: - в здании турецкой авиатранспортной компании, - в здании атташата по вопросам труда, - в здании турецкого бюро по туризму, - четвертая бомба, заложенная в здании постпредства Турции по делам Организации экономического сотрудничества и развития (ОЭСР), была обезврежена полицией до взрыва. |                                            |
| 12 октября 1979 | Нидерланды, Гаага     | Убийство Ахмета Бенлера, сына турецкого посла Оздемира Бенлера. |                                            |
| 22 декабря 1979 | Франция, Париж        | Убийство турецкого атташе по туризму Йылмаза Чолпана (Yılmaz Çolpan). | Спецназ Армянских Мстителей                |
| 22 декабря 1979 | Нидерланды, Амстердам | Взрыв в здании Turkish Airlines. |                                            |
| 19 января 1980  | Испания               | Взрывы в зданиях British Airways, TWA,Swissair и Sabena Airlines. |                                            |
| 6 февраля 1980  | Швейцария, Берн       | Нападение на турецкого посла Догана Тюркмена. Посол получил легкие ранения. |                                            |
| 17 апреля 1980  | Италия, Рим           | Нападение на турецкого посла Веджди Тюрела, который получил легкие ранения. При покушении охрана и шофер Тахсын Гювенчи также получили ранения. |                                            |
| 6 октября 1980  | США, Лос-Анджелес     | Обстрел резиденции турецкого генконсула Кемаля Арикана зажигательными смесями в Беверли-Хиллс, что привело к незначительным повреждениям этого здания. |                                            |
| 12 октября 1980 | США, Лос-Анджелес     | Взрыв в здании Агентства путешествий в Голливуде, возглавляемого американцем турецкого происхождения. |                                            |
| 12 октября 1980 | США, Нью-Йорк         | Взрыв в офисе турецкой дипмиссии в ООН. В результате взрыва получили ранения 4 американца, были нанесены значительные повреждения соседним зданиям. |                                            |
| 1 декабря 1980  | Франция, Париж        | Взрывы в зданиях British Airways, Lufthansa и Sabena Airlines. |                                            |
| 17 декабря 1980 | Австралия, Сидней     | Убийство турецкого генконсула и его телохранителя. |                                            |
| 2 апреля 1981   | Дания, Копенгаген     | Нападение на атташе по вопросам труда в турецком посольстве Джавита Демира. После серии операций серьезно раненый Демир поправился. |                                            |
| 13 июня 1981    | США, Анахайм          | Взрыв в конференц-центре. |                                            |
| 20 ноября 1981  | США, Лос-Анджелес     | Взрыв в турецком консульстве в Беверли-Хиллс. |                                            |
| 28 января 1982  | США, Лос-Анджелес     | Убийство турецкого генерального консула Кемаля Арыкана, когда тот ехал в свой офис. |                                            |
| 22 марта 1982   | США, Бостон           | Взрыв подарочного магазина Орхана Гюндюза, почётного турецкого консула. В результате взрыва Гюндюз был серьезно ранен. |                                            |
| 8 апреля 1982   | Канада, Оттава        | Нападение на торгового атташе Кани Гюнгёра, который был серьезно ранен армянскими террористами в турецком посольстве. | АСАЛА и Армянский Освободительный Фронт    |
| 4 мая 1982      | США, Бостон           | Убийство 60-летнего почётного турецкого консула Орхана Гюндюза 9-ю выстрелами, когда тот находился в своём автомобиле в пробке в Сомервиле, пригороде Бостона. Задолго до этого ДжСАГ потребовала от Гюндюза уйти в отставку с поста почётного консула, либо он будет казнён. |                                            |
| 27 мая 1982     | Канада, Оттава        | Убийство турецкого военного атташе. |                                            |
| 7 июня 1982     | Португалия, Лиссабон  | Убийство турецкого атташе Эркута Акбая возле его дома на окраине города, когда тот возвращался домой на обед. Вместе с ним была ранена его жена, которая после 8 месяцев комы скончалась в больнице, не приходя в сознание. |                                            |
| 27 августа 1982 | Канада, Оттава        | Убийство турецкого военного атташе, полковника Атиллы Алтыката. |                                            |
| 9 марта 1983    | Югославия, Белград    | Убийство турецкого посла Галиба Балкара. Его шофер Неджати Кайя был ранен в живот. Два армянских боевика совершили покушение на турецкого посла в Югославии Галипа Балкара, когда его автомобиль остановился на красный свет. При попытке скрыться, террористы были задержаны гражданами Югославии. Один из террористов Андраник Погосян выстрелом ранил югославского полковника, в свою очередь террорист тоже был ранен и задержан полицейским в гражданской одежде — сотрудником Секретной Службы Югославии. Второй террорист, Раффи Элбекян, открыл огонь по гражданам, пытавшимся задержать его, в результате погиб один студент и ранена девушка. Галип Балкар скончался спустя три дня после нападения. |                                            |
| 14 июля 1983    | Бельгия, Брюссель     | Убийство атташе при посольстве Турции в Бельгии Дурсуна Аксоя. | АСАЛА, Армянская Революционная Армия (АРА) |